# شنغ شيكاي
شنغ شيكاي (بالصينية: 盛世才) (1897 – 13 يوليو 1970، في تايوان) هو حاكم إقليم سنجان من 12 أبريل 1933 إلى 29 أغسطس عام 1944.

## حياته
ولد في كيوان في مقاطعة لياونينغ، أُرسل إلى سنجان للعمل مع الحاكم جين شورن في عام 1930. تولى حكم الإقليم بعد تمرد كومول (فبراير 1931-أكتوبر 1931) الذي كان بدعم من الاتحاد السوفيتي، ولكن في المقابل كان عليه تقديم عدة اتفاقات مع الاتحاد السوفيتي. حيث كان القنصل السوفيتي الحاكم الفعلي للإقليم.
وخلال حرب سنجان (1937) قام شنغ بتطهير عرقي في بلاده تزامنا مع التطهير الأعظم في الاتحاد السوفيتي. وقام بإعدام حوالي 435 شخصًا بتهمة التآمر منهم خوجا نياز. كما انضم شنغ للحزب الشيوعي السوفيتي بطلب من جوزيف ستالين في أغسطس عام 1938 وحصل على بطاقة الحزب رقم 1859118 من فياتشيسلاف ميخائيلوفيتش مولوتوف أثناء زيارة سرية إلى موسكو.
في عام 1942 وبعد تقدم ألمانيا النازية على الاتحاد السوفيتي، رأى شنغ ضعف الاتحاد السوفييتي، فتحولت سياسته ضد الاتحاد السوفياتي، وطر المستشارين السوفيت، وأعرب عن أمله في الحصول على مساندة حزب الكومينتانغ ( الحزب القومي الصيني) من أجل استمراره في الحكم. وعندما تحول الموقف العسكري لصالح الاتحاد السوفياتي بعد معركة ستالينغراد؛ حاول شنغ طرد مستشاري حزب الكومينتانغ، وأرسل رسالة إلى ستالين يطلب المساعدات السوفيتية. ولكن رفض ستالين، وقام ستالين بإرسال رسالة شنغ إلى زعيم حزب الكومينتانغ شيانغ كاي شيك. فقام الحزب بخلعه في أغسطس 1944.
ذُكر في الطبعة ال13 من المجلة التابعة للحزب الإسلامي التركستاني مقالًا يهاجم شنغ شيكاي وحكمه لسنجان.